# LEGO City Adventures
LEGO City Adventures è una serie televisiva animata statunitense-danese-britannica-francese del 2019.
La serie viene trasmessa negli Stati Uniti su Nickelodeon dal 22 giugno 2019. In Italia viene trasmessa su Nickelodeon dal 25 novembre 2019.

## Panoramica
Lego City Adventures è una serie animata ambientata in una metropoli frenetica. La serie segue le avventure dei lavoratori della comunità della città, come la polizia, i vigili del fuoco e gli operatori sanitari. Tra i personaggi coinvolti in straordinarie avventure c'è il poliziotto Sgt. Duke DeTain, il capo dei vigili del fuoco pronto per la crisi Freya McCloud, la scontrosa spazzina Shirley Keeper, il tuttofare impaziente Harl Hubbs, il sindaco della città Solomon Fleck, il vice sindaco Carol Yay, gli uomini d'affari rivali R.E. Fendrich e Mary Sinclair, il fastidioso nipote di Freya, Billy McCloud, e il capo della polizia di skateboard, Percival "Wheelie" Wheeler.

## Personaggi
- Il sergente Duke DeTain (doppiato da Joe Zieja)

- Freya McCloud (doppiato da Misty Lee)

- Shirley Keeper (doppiato da Alex Cazares)

- Harl Hubbs (doppiato da Daniel MK Cohen)

- Tippy Dorman (doppiato da James Arnold Taylor)

- Solomon Fleck (doppiato da Roger Craig Smith)

- Percival "Wheelie" Wheeler (doppiato da Mick Lauer)

## Produzione
Il 14 febbraio 2019 si annuncia che la serie avrebbe avuto la sua prima nel 2019. Il 14 maggio 2019 viene annunciata la data ufficiale, ovvero il 22 giugno 2019.

## Episodi
| Stagioni         | Episodi | Prima TV USA | Prima TV Italia |
| ---------------- | ------- | ------------ | --------------- |
| Prima stagione   | 10      | 2019         | 2019            |
| Seconda stagione | 10      | 2020         | 2020            |
| Terza stagione   | 22      | 2022         | 2022            |
| Quarta stagione  | 20      | 2022         | 2022            |

## Critiche
Lego City Adventures ha ricevuto commenti favorevoli dalla critica sui suoi messaggi positivi, ma è stato anche criticato per il suo consumismo. La revisore Emily Ashby per Common Sense Media ha assegnato allo spettacolo una valutazione di tre stelle, commentando che, "nonostante questa serie sia una campagna pubblicitaria piuttosto efficace per il marchio / merce Lego, è uno spettacolo davvero divertente con un ritmo frenetico, umorismo imprevedibile". TV Guide UK ha assegnato allo spettacolo un punteggio di 6/10.